# Luxexpo The Box
 (juillet 2009).
Si vous disposez d'ouvrages ou d'articles de référence ou si vous connaissez des sites web de qualité traitant du thème abordé ici, merci de compléter l'article en donnant les références utiles à sa vérifiabilité et en les liant à la section « Notes et références ».
Luxexpo The Box, auparavant Foires Internationales de Luxembourg (abrégé en FIL), est un centre de congrès et d'expositions situé dans le quartier du Kirchberg, le centre d'affaires à Luxembourg.

## Histoire
En 1298, le roi des Romains Albert Ier octroie à Henri VII, comte de Luxembourg, le droit de tenir une foire annuelle de six semaines à Luxembourg. En 1340, Jean l'Aveugle, roi de Bohême et comte de Luxembourg, scelle ce privilège de la ville de Luxembourg de tenir une foire commerciale. À la suite de ces chartes, le commerce y prit un important essor et se développe au point de mener, bien des siècles plus tard, à la création des Foires internationales de Luxembourg (FIL).
L'époque des grandes expositions mondiales qui réunissaient tous les peuples (la première exposition universelle s'est tenue à Londres en 1851) eut également des répercussions sur le Grand-Duché. Il fallait développer l'offre et faire des efforts pour nouer des contacts commerciaux au-delà des frontières nationales. En effet, les foires firent découvrir à un public ébahi des inventions aussi sensationnelles et désirables que le téléphone, la machine à vapeur ou la lumière électrique.
Au Luxembourg, on se limitait d'abord à organiser de modestes expositions agricoles et horticoles, industrielles et artistiques ou, tout au plus, des foires d'échantillons. La vocation du Luxembourg en tant que stimulant économique permit en 1922 l'organisation d'une première grande foire internationale précédant la fondation des Foires Internationales de Luxembourg (F.I.L.). En 1935, les premiers halls d'exposition furent érigés au Limpertsberg et un vaste hall supplémentaire fut ajouté en 1955.
En 1976 la Foire annuelle multisectorielle, héritée du Moyen Âge, a été scindée en deux événements distincts : la Foire de Printemps et la Foire d'Automne. 
En raison du succès des foires luxembourgeoises et du nombre croissant de visiteurs, la foire s'installa sur un nouveau Parc d'Expositions sur le plateau du Kirchberg. Au printemps 1991, un centre d'expositions et de conférences ouvrit ses portes en proposant des possibilités d'utilisation encore plus nombreuses et plus modernes.
Le 30 mars 2004, la Société des Foires Internationales de Luxembourg décide, après une refonte complète de s'appeler Luxexpo.  
Une nouvelle identité visuelle a été initiée le 11 février 2017 lors du repositionnement de Luxexpo en Luxexpo The Box. 
Aujourd'hui, Luxexpo The Box accueille plus de 400 000 visiteurs par an à l'occasion des quelque 100 événements annuels qui se tiennent dans ses infrastructures. 
De mars à mai 2020, les locaux sont aménagés en centre de soins avancés en raison de la pandémie de Covid-19 au Luxembourg,.

## Organisation
Depuis janvier 2018, Morgan Gromy est le directeur général de Luxexpo The Box. Il succède à Jean-Michel Collignon en fonction depuis 2002.

## Dans la culture
Luxexpo The Box est un des lieux de tournage du long métrage La différence, c'est que c'est pas pareil réalisé en 2008 par Pascal Laëthier et sorti en France en 2009 (source : générique).